# Модоло
Модоло (итал. Modolo) је насеље у Италији у округу Ористано, региону Сардинија.
Према процени из 2011. у насељу је живело 181 становника. Насеље се налази на надморској висини од 134 м.

## Становништво
Према резултатима пописа становништва 2011. у општини је живело 165 становника.
| 1936. | 1951. | 1961. | 1971. | 1981. | 1991. | 2001. | 2011. |
| ----- | ----- | ----- | ----- | ----- | ----- | ----- | ----- |
| 405   | 374   | 369   | 285   | 231   | 222   | 181   | 165   |